# Hugh Quennec
Hugues «Hugh» Quennec (* 28. Juni 1965 in Montreal, Kanada) ist ein kanadischer Sportfunktionär, der in der Schweiz ehemals den Fußballverein Servette FC Genève sowie den Eishockeyverein Genève-Servette HC präsidierte. 

## Karriere
Quennec wurde als Sohn einer Schweizer Mutter aus Freiburg im Üechtland und eines französischen Vaters aus der Bretagne in Montreal in der kanadischen Provinz Québec geboren. Während seiner Jugend betrieb er Fußball, Eishockey, Golf, Tennis und Windsurfen. Er studierte Elektroingenieurswesen und arbeitete ab 1990 für das Unternehmen KPMG, das ihn 1995 nach Genf schickte. In der Schweiz gründete er Anfang 1998 dann eine eigene Finanzfirma namens Continental Capital Market.

### Servette FC Genève
Als der Genfer Traditionsverein Servette FC Genève Anfang 2012 knapp vor dem zweiten Konkurs nach 2005 stand, schritt Hugh Quennec ein und übernahm, obwohl er schon Präsident des Eishockeyvereins Genève-Servette HC war, auch noch den Fußballverein. Er kaufte den Verein für einen symbolischen Franken und begann das Ruder rumzureißen. Er trieb Geldgeber auf und durch seine Bemühungen konnte der Bankrott des Servette FC abgewendet werden. In der Saison 2012/13 konnte man sogar an der Qualifikationsrunde zur UEFA Europa League teilnehmen, stieg jedoch als Tabellenletzter der Super League (Schweiz) in die zweite Liga (Challenge League) ab. Doch unter anderem wegen der Pacht des Stade de Genève mussten erhebliche Kosten gedeckt werden. Im Juni 2015 erhielt der Klub keine Lizenz für die Challenge League und wurde in die dritte Liga zurückgestuft. Servette hatte zu diesem Zeitpunkt Verbindlichkeiten in Höhe von rund fünf Millionen Franken. Quennec gab im Juni 2015 seine Clubanteile an die Gruppe «Fondation 1890» ab und trat vom Präsidentenamt zurück. Nach eigenen Angaben hatte Quennec seit 2012 15 Millionen Franken in den Club gesteckt.

### Genève-Servette HC
Bevor er beim Genfer Fußballverein das Ruder übernahm, war Hugh Quennec bereits Miteigner des ebenfalls aus Genf stammenden Eishockeyvereins: Er übernahm 2005 gemeinsam mit Chris McSorley die Anteile der Anschutz-Gruppe am Genève-Servette HC und trat 2006 das Präsidentenamt an. 2014 verkaufte McSorley seine Anteile an Quennec, der damit Alleinbesitzer des Eishockeyvereins wurde. Quennec gewann unter anderem den russischen Milliardär Gennadi Timtschenko und über diesen Kontakt auch den Gunvor-Konzern als Sponsoren für Servette.
Ende Januar 2018 trat Quennec als Präsident des inzwischen finanziell angeschlagenen Genève-Servette Hockey Club zurück, zuvor hatte er seine Anteile an dem Klub an die Stiftung «Fondation 1890» abgegeben. «Mit meinem Abgang will ich den Klub retten», teilte Quennec anlässlich seines Rückzugs mit. Die Neue Zürcher Zeitung warf ihm vor, seine «schlimmste Verfehlung» sei gewesen, McSorley mit einem gut dotierten Langzeitvertrag ausgestattet zu haben, laut NZZ gebe es «im Weltsport vermutlich kein zweites so absurdes Schriftstück».

### Lausanne HC
Zwischen 2007 und 2016 hielt Quennec auch die Aktienmehrheit am Lausanne HC, obwohl das jahrelang nie offiziell bestätigt wurde. Erst im Dezember 2015 räumte Quennec dies ein. Da sich in der National League A eine Regeländerung abzeichnete, nach der eine Person nicht Mehrheitseigner mehrerer NLA-Klubs seien könne, verkaufte er im Februar 2016 seine Anteile am LHC an den US-Amerikaner Ken Stickney, der zuvor Verwaltungsratspräsident des EHC Kloten war.